# Elton Flatley
Elton John Flatley (Tamworth, 7 maggio 1977) è un ex rugbista a 15 australiano, apertura - centro dei Reds fino al 2006, anno del suo ritiro a 29 anni.

## Biografia
Proveniente dal St. Joseph's Nudgee College, Flatley ebbe un inizio di carriera professionistica molto rapido: a 18 anni, infatti, esordì nel Super 12 1996 nelle file dei Queensland Reds, appena uscito dalla scuola superiore, contro i neozelandesi Highlanders.
L'anno successivo Flatley esordì negli Wallabies nel corso dei test di fine anno 1997, a Twickenham contro l'Inghilterra; nonostante l'esordio precoce, non fu inserito nella rosa che prese parte alla vittoriosa Coppa del Mondo di rugby 1999, rimanendo fuori dalla Nazionale per circa tre anni dopo il debutto.
Rientrò infatti nel novembre 2000 a Murrayfield contro la Scozia e l'anno successivo vinse sia la serie contro i British Lions in tour che il Tri Nations 2001.
Fu poi convocato nella Coppa del Mondo di rugby 2003 che si disputò proprio in Australia, torneo in cui gli Wallabies giunsero fino alla finale che fu poi vinta dall'Inghilterra; alla fine del Super 12 2004 divenne il più giovane giocatore del Queensland a raggiungere le 100 presenze con la maglia della rappresentativa, sia a livello nazionale che nei Reds a livello professionistico.
Nel 2006, dopo diversi mesi in cui soffriva di annebbiamento della vista, Flatley si sottopose a un controllo medico dal quale emerse che i problemi visivi erano dovuti ai numerosi traumi contusivi ricevuti al capo durante l'attività agonistica, e a seguito dei quali ricevette il consiglio di smettere immediatamente di giocare, cosa che fece, a soli 29 anni.
Dopo il ritiro Flatley è divenuto dirigente assicurativo presso la Commonwealth Bank of Australia.